# Marianna Barbieri-Nini

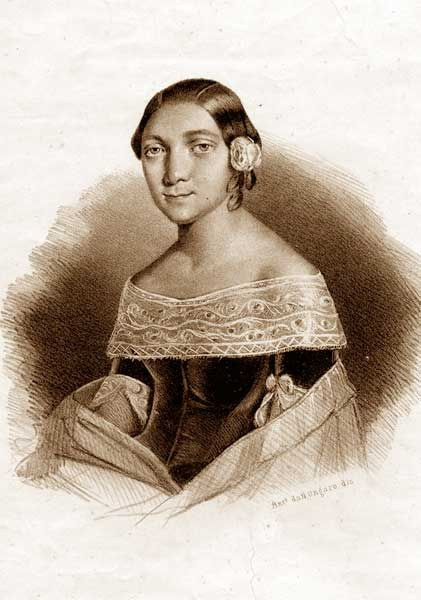
Marianna Barbieri-Nini

Marianna Barbieri, verheiratete Barbieri-Nini (* 18. Februar 1818 in Florenz; † 28. November 1887 ebenda) war eine italienische Opernsängerin (Sopran, dramatischer Koloratursopran), die als eine der bedeutendsten Sängerinnen ihrer Zeit in die Geschichte einging. Giuseppe Verdi komponierte für sie mehrere Rollen, darunter die Lady Macbeth (1847).

## Leben
Ihr Vater arbeitete als Bediensteter am Hof des Großherzogs der Toskana in ihrer Heimatstadt Florenz, den ersten Musikunterricht erhielt Marianna von ihrem Onkel Luigi Barbieri. Ihre weitere Ausbildung ist nicht ganz klar, nach einigen Autoren studierte sie bei Ermanno Ricchi und Pietro Romani; in Mailand soll sie vor allem auch Unterricht bei Giuditta Pasta und bei Nicola Vaccaj, sowie Schauspielunterricht bei Carlotta Marchionni,  genommen haben.
Sie debütierte im Karneval 1839 in Lucca als Ida in Federico Riccis Oper La prigione di Edimburgo.
Die meisten Biografen sind sich darüber einig, dass die Barbieri ungewöhnlich hässlich gewesen sei, so sehr, dass es zu Beginn ihrer Karriere zu massiven Problemen gekommen sein soll: In der Saison 1839–40 trat sie am Teatro della Pergola in Florenz in Donizettis Lucrezia Borgia auf; die Rolle, die später eine ihrer Lieblingspartien wurde, soll man ihr angeblich gegeben haben, weil sie darin ihr unansehnliches Gesicht zu Beginn hinter einer Maske verbergen konnte.

Am 4. Januar 1840 sang sie die Antonina in Donizettis Belisario an der Mailänder Scala, aber das Publikum lehnte sie wegen ihres Aussehens ab und machte solch einen Tumult, dass man die Sängerin kaum hören konnte. Der Impresario Bartolomeo Merelli wollte sie daraufhin entgegen ihrem Vertrag nur noch zwischen den Akten am Teatro della Canobbiana singen lassen. Die Barbieri nahm das jedoch nicht so einfach hin und ging vor Gericht, wo man ihr Recht gab. Danach schloss sie einen Vertrag mit dem ebenfalls wichtigen Impresario Alessandro Lanari. Ein skrupelloser Geschäftemacher in Lucca soll später Karikaturen der „hässlichen“ Barbieri aus Keramik produziert haben, die sich angeblich blendend verkauften.
Doch ihr Aussehen spielte für die wahren Musik- und Opernliebhaber und für die Komponisten schon bald keine Rolle mehr, und die Barbieri wurde überall, wo sie auftrat, als große Künstlerin gefeiert, unter anderem 1844–45 am Teatro Regio in Parma, wo sie die Elvira in Verdis Ernani, sowie die Titelrollen in Donizettis Lucia di Lammermoor und Caterina Cornaro sang, neben dem berühmten Tenor Nicola Ivanoff.
Marianna Barbieri war berühmt für ihre außerordentlichen dramatischen Talente, die sie im Verein mit einer großen aber sehr agilen und geläufigen Stimme – Rovani nannte ihre Koloraturen „einen Regen schillernder Perlen“ („una pioggia di perle scintillanti“) – zu einer idealen Interpretin der frühen Opern von Giuseppe Verdi machten. Die erste Rolle, die er direkt für sie schrieb, war die Lucrezia Contarini in I due Foscari, die am 3. November 1844 am Teatro Argentina in Rom uraufgeführt wurde. Zweieinhalb Jahre später wählte er sie – vielleicht auch wegen ihres „abstoßenden“ Äußeren – als erste Interpretin der Lady Macbeth, die sie in der Uraufführung von Macbeth am 14. März 1847 im Teatro della Pergola in Florenz verkörperte. Die Barbieri-Nini war auch die erste Gulnara in Verdis erfolglosem Il corsaro, die sie in der Premiere im Teatro Grande von Triest am 25. Oktober 1848 neben Gaetano Fraschini sang. Andere Verdi-Rollen, die zwar nicht direkt für sie geschrieben wurden, die sie aber als eine der ersten auf der Bühne verkörperte, waren die weiblichen Hauptrollen in I masnadieri, Luisa Miller, Ernani, Nabucco und die Leonora in Il Trovatore.
Sie trat an allen wichtigen Opernhäusern Italiens auf, in Rom, Florenz, Mailand, Parma und Triest und auch am Teatro San Carlo in Neapel, in Genua und Bologna. Ihre Karriere führte sie auf internationaler Ebene außerdem nach Wien, Barcelona und Madrid; 1851 feierte sie große Erfolge am Théâtre-Italien in Paris, wo sie unter anderem in Rossinis Semiramide auftrat – ein Beleg für ihre große Virtuosität.
Zu den Lieblingsrollen von Marianna Barbieri gehörten auch die Partie der Luisa Strozzi in Giovanni Pacinis Lorenzino de' Medici, die sie unter anderem in der Uraufführung im Teatro La Fenice in Venedig am 4. März 1845 sang; Donizettis Lucrezia Borgia (u. a. Neapel 1848 und Turin 1849); die Paolina in Poliuto (u. a. Turin 1849–50); sowie später auch die Beatrice in Pacinis Buondelmonte, die sie unter anderem 1852–53 in Turin sowie 1855 in Barcelona sang.
Marianna Barbieri Nini war Ehrenmitglied in verschiedenen musikalischen Vereinigungen wie der Accademia di Santa Cecilia in Rom, dem Liceo di Belle Arti und der Accademia Filarmonica in Florenz. Sie wurde vom Großherzog der Toskana auch zur „virtuosa onoraria di camera e cappella“ („ehrenhafte Virtuosin von Kammer und Kapelle“) ernannt.
Ihren anscheinend letzten Opernauftritt hatte die Barbieri-Nini 1858 in Barcelona als Anaide in Rossinis Mosé, eine Rolle, die sie schon einige Jahre im Repertoire hatte.
Sie war zweimal verheiratet, in erster Ehe mit Graf Antonio Nini aus Siena, mit dem sie einen Sohn hatte. Nach ihrem Rückzug von der Bühne (um 1858) lebte sie in ihrer Heimatstadt Florenz und führte dort einen Salon, wo sie bedeutende Musiker und durchreisende Künstler empfing. Dabei lernte sie auch den aus Wien stammenden Pianisten Leopold Hackenzöllner kennen, der ihr zweiter Ehemann wurde, der sie aber sitzen ließ, nachdem er ihre gesamten Ersparnisse durchgebracht hatte. Nach dieser traurigen persönlichen Enttäuschung lebte sie verarmt in einer Dachgeschosswohnung und brachte sich mit Gesangsunterricht durch.
Ihren letzten öffentlichen Auftritt hatte Marianna Barbieri-Nini am 4. Mai 1887 in Rossinis Stabat Mater in der Kirche Santa Croce. Wenige Monate später, am 28. November 1887, starb sie in Florenz.

## Rollen für Marianna Barbieri Nini
Hier werden nur Rollen aufgelistet, die direkt für die Stimme von Marianna Barbieri Nini komponiert wurden, andere Partien aus ihrem Repertoire sind im obigen Text erwähnt oder können auf Corago, dem Informationssystem der Universität Bologna, eingesehen werden.
- Giulia in Il conte di Lavagna von Teodulo Mabellini, UA: 4. Juni 1843, Teatro della Pergola, Florenz; neben Teresa Brambilla[14]
- Lucrezia Contarini in I due Foscari von Giuseppe Verdi, UA: 3. November 1844, Teatro Argentina, Rom
- Luisa Strozzi in Lorenzino de’ Medici von Giovanni Pacini, UA: 4. März 1845, Teatro La Fenice, Venedig;[15]
- Ginevra Mocenigo in Alessandro Stradella von Adolf Schimon, UA: Karneval 1846, Teatro della Pergola, Florenz[16]
- Titelrolle in Maria di Francia von Teodulo Mabellini, UA: 14. März 1846, Teatro della Pergola, Florenz[17]
- Lady Macbeth in Macbeth von Giuseppe Verdi, UA: 14. März 1847, Teatro della Pergola, Florenz
- Titelrolle in Merope von Giovanni Pacini, UA: 25. November 1847, Teatro San Carlo, Neapel; neben Gaetano Fraschini[18]
- Gulnara in Il corsaro von Giuseppe Verdi, UA: 25. Oktober 1848, Teatro Grande, Triest; neben Gaetano Fraschini[19]
- Gulnara in Corrado il corsaro von Francesco Cortesi, UA: 12. Juni 1849, Teatro della Pergola, Florenz; neben Gaetano Fraschini[20]
- Teresa in Mazeppa von Fabio Campana, UA: 6. November 1850, Teatro Comunale, Bologna[21]
- Titelrolle in Luisa Valasco (revidierte Fassung) von Giovanni Pacini, UA: 3. Januar 1854, Teatro Apollo, Rom[22]
- Fecenia in I baccanali di Roma von Carlo Romani, UA: 29. März 1854, Teatro della Pergola, Florenz[23]
- Leila in L’ ebreo von Giuseppe Apolloni, UA: 27. Januar 1855, Teatro La Fenice, Venedig[24]